# Франческо д’Эсте (сын Обиццо II)
Франческо д’Эсте (Francesco d'Este) (погиб в бою 23 августа 1312) — синьор Феррары (1293—1305) и Реджо (1293—1305) как соправитель своего старшего брата Аццо VIII д’Эсте.
Сын маркиза Феррары Обиццо II д’Эсте.
После смерти отца (1293) при разделе наследства не получил самостоятельных владений. Считался соправителем своего старшего брата Аццо VIII д’Эсте в Ферраре и Реджо.
В 1305 году Аццо VIII женился на Беатрисе, дочери короля Карла II Неаполитанского. Согласно условиям брачного контракта он не получал за женой никакого приданого, а наоборот, должен был заплатить 51 тысячу флоринов деньгами и землёй, в том числе в Модене и Реджо. После этого Франческо д’Эсте, считавший Реджо совместным владением, поссорился с братом, бежал из Феррары и захватил Лендинару, которую удерживал в течение года с помощью Падуи.
В 1306 г. горожане Модены и Реджо восстали и свергли власть рода Эсте.
В 1308 году Аццо VIII умер. Перед смертью он объявил наследником в Ферраре Фолько, сына Фреско — своего внебрачного сына. Франческо и его брат Альдобрандино II выступили против такого порядка наследования, и обратились за поддержкой к Падуе и римскому папе Клементу V. Тогда Фреско передал город Венеции. Однако в 1310 г. понтифик выслал вооружённый отряд, захвативший Феррару, и присоединил её своим владением.
Франческо д’Эсте погиб в бою 23 августа 1312 года в Ферраре в ходе войны между папой и императором Генрихом VII (убит солдатами неаполитанского короля Роберта Анжуйского).
Жена — Орсина Орсини. Сыновья:
- Аццо IX д’Эсте (ум. 24 июня 1318);
- Бертольдо д’Эсте (ум. 1343) - основатель младшей ветви рода д’Эсте, существовавшей до 1463 года.

Аццо IX и Бертольдо д’Эсте вместе с двоюродными братьями (сыновьями Альдобрандино II) в 1317 г. восстановили власть дома Эсте в Ферраре в результате народного восстания, изгнавшего папские войска.